# Malón (község)
Malón egy község Spanyolországban,  Zaragoza tartományban. Malón Tarazona, Vierlas, Novallas, Monteagudo és Barillas községekkel határos. Lakosainak száma 442 fő (2024).

## Népesség
A település népessége az utóbbi években az alábbiak szerint változott:
| Lakosok száma | 450  | 427  | 386  | 385  | 376  | 364  | 349  | 356  | 392  | 442  |
|               | 2001 | 2004 | 2007 | 2009 | 2012 | 2014 | 2017 | 2019 | 2022 | 2024 |